# يان كان
يان كان هو لاعب كرة قدم وسياسي هولندي، ولد في 18 مايو 1873، وتوفي في 8 مايو 1947. انتخب وزير الداخلية وشؤون المملكة ‏ وانتخب secretary general ‏.

## وصلات خارجية
- يان كان على موقع أوليمبيديا (الإنجليزية)